# Nobody's Perfect (Jessie J)
Nobody's Perfect è un brano musicale della cantante britannica Jessie J, estratto come terzo singolo il 30 maggio 2011 dall'album di debutto della cantante intitolato Who You Are. Il brano è stato scritto da Jessie J, Claude Kelly e Andre Brissett ed è stato prodotto da Andre Brissett.
La pubblicazione ufficiale era inizialmente prevista per il 23 maggio, ma è stata poi posticipata di una settimana. Il singolo è stato inoltre inviato alle radio britanniche il 20 aprile 2011.

## Video
Il video del brano pubblicato in esclusiva il 14 aprile 2011  comincia con l'inquadratura di una casa in un ambiente cupo e con una bambina che dice: "Se guardi più da vicino l'occhio coglie di più di quello che pensi, una semplice immagine confusa diventa qualcosa, una luce diventa una forma, una strada diventa colorata." Comincia quindi la canzone cantata da Jessie J seduta ad una tavola con molte persone che inizialmente parlano, poi la discussione si accende e cominciano a litigare. Questa scena è affiancata da varie scene, tra cui una in cui Jessie si trova in un corridoio, un'altra situata in una camera piena di orologi, un'altra ancora in cui si trova in una camera piena di fili elettrici e di televisori che mostrano delle bocche cantanti, e infine una in cui Jessie è vestita di bianco e ha i capelli biondi e fa esplodere dei pacchi bianchi.

## Classifiche
| Classifica (2011) | Posizione massima |
| ----------------- | ----------------- |
| Australia         | 9                 |
| Austria           | 46                |
| Belgio (Fiandre)  | 50                |
| Belgio (Vallonia) | 61                |
| Danimarca         | 27                |
| Germania          | 48                |
| Irlanda           | 14                |
| Italia            | 56                |
| Nuova Zelanda     | 10                |
| Paesi Bassi       | 19                |
| Regno Unito       | 9                 |
| Repubblica Ceca   | 88                |
| Slovacchia        | 78                |
| Ungheria          | 29                |

### Classifiche di fine anno
| Classifica (2011) | Posizione |
| ----------------- | --------- |
| Australia         | 72        |